# رئيس بوليفيا
لويس آرسي هو الرئيس السابع والستين والحالي لبوليفيا. تولى منصبه في 8 نوفمبر 2020.

## التاريخ الدستوري

### التأسيس
في 6 أغسطس 1825، أعلنت جمهورية بوليفيا استقلالها ونصبت سيمون بوليفار رئيسًا للدولة. بينما من المؤكد أن بوليفار كان الحاكم الرسمي للبلاد بدءًا من وصوله في 12 أغسطس، إلا أن هناك خلافًا بين العلماء حول ما إذا كان ينبغي اعتباره أول رئيس للجمهورية. وفقًا لأبحاث المؤرخ البوليفي إسحاق ساندوفال، في كتابه "التطور السياسي في التشكيل الاجتماعي لبوليفيا"، يؤكد أن أول رئيس لبوليفيا لم يكن بوليفار، بل أنطونيو خوسيه دي سوكري. وذلك لأن بوليفار لم يُشار إليه أبدًا كرئيس في الوثائق القانونية ولم يُقسم اليمين الدستورية، حيث تنازل عن اللقب لصالح سوكري في 29 ديسمبر 1825. من ناحية أخرى، كان سوكري رئيسًا عندما صدر أول دستور للبلاد في 19 نوفمبر 1826.
يؤكد المؤرخ ومؤلف كتاب "رؤساء بوليفيا: بين الصناديق والبنادق" كارلوس ميسا أن بوليفار كان بالفعل أول رئيس، وأن عدم ذكره بهذا اللقب يرجع إلى أن مصطلح "الرئيس" لم يكن شائع الاستخدام في الوثائق القانونية في ذلك الوقت. ويشير ميسا إلى مرسوم الكونغرس الصادر في 11 أغسطس 1825 الذي ينصّب بوليفار "محررًا" ويمنحه "السلطة التنفيذية العليا للجمهورية". بغض النظر عن ذلك، فإن موقف سيمون بوليفار كأول رئيس هو الموقف الأكثر قبولًا بشكل عام.
الدستور السياسي لعام 1826، المعروف أيضًا باسم الدستور البوليفاري، كان أول نص دستوري أعدّه سيمون بوليفار، وتمت المصادقة عليه من قبل المؤتمر التأسيسي العام في 6 نوفمبر 1826، وأصدره أنطونيو خوسيه دي سوكري في 19 نوفمبر 1826. في هذه الحالة الأولى، كانت الرئاسة منصبًا مدى الحياة مع صلاحية انتخاب وتعيين خليفة. تم إلغاء المنصب مدى الحياة خلال رئاسة أندريس دي سانتا كروز الذي أصدر الدستور السياسي لعام 1831. بدلاً من ذلك، أصبح الرئيس يخدم لفترة حكم مدتها أربع سنوات مع إمكانية إعادة انتخابه دون حدود.

### دستور 2009 السياسي
دستور 2009 السياسي، الذي تمت الموافقة عليه عبر استفتاء في 25 يناير 2009 وأصدره الرئيس إيفو موراليس في 7 فبراير، أدى إلى تغيير الاسم الرسمي للبلاد، حيث تم التخلي عن التسمية السابقة "جمهورية بوليفيا" لتصبح "دولة بوليفيا المتعددة القوميات". وبذلك، كان إيفو موراليس الرئيس الخامس والستين والأخير لجمهورية بوليفيا وأول رئيس لدولة بوليفيا المتعددة القوميات. مدد الدستور فترة الرئيس من أربع سنوات إلى خمس سنوات مع الحفاظ على حد ولايتين متتاليتين. في 21 فبراير 2016، فشل اقتراح لإلغاء حدود الفترات الرئاسية عبر استفتاء دستوري بهامش 51% إلى 49%. ومع ذلك، في 28 نوفمبر 2017، قضت المحكمة العليا للعدل بأن جميع المسؤولين المنتخبين يمكنهم الترشح للمناصب بشكل غير محدود، بدلاً من الحد الأقصى لفترتين متتاليتين المسموح بهما بموجب دستور 2009. وبررت المحكمة قرارها بناءً على تفسير الاتفاقية الأمريكية لحقوق الإنسان للحقوق السياسية.
قبل عام 2009، إذا لم يفز أي مرشح بأكثر من نصف الأصوات الشعبية، كان يتم اختيار الرئيس من خلال تصويت في جلسة تشريعية مشتركة من بين المرشحين الأولين (وقبل عام 1995، من بين المرشحين الثلاثة الأوائل). أدى هذا النظام إلى حالات متعددة تم فيها انتخاب الرئيس من بين الخاسرين في التصويت الشعبي، بل وحتى من بين المرشحين الذين احتلوا المركز الثالث. تم استبدال هذا النظام بنظام الجولة الثانية، حيث إذا لم يفز أي حزب بأكثر من نصف الأصوات الشعبية في الجولة الانتخابية الأولى، يتم إجراء جولة إعادة بين المرشحين الأولين.

## تولي المنصب

### الشواغر والتوارث
من بين الـ67 شخصًا الذين شغلوا منصب رئيس بوليفيا، توفي 13 (19%) منهم بطرق مأساوية، وتوفي خمسة أثناء توليهم المنصب، وتم اغتيال ثلاثة؛ حيث تم إطلاق النار على بيدرو بلانكو سوتو أثناء محاولته الهرب من الاحتجاز، وتم إطلاق النار على أغوستين موراليس دفاعًا عن النفس بعد أن هاجم أحد مساعديه العسكريين، وتم إعدام غوالبرتو فيارويل خارج القصر الحكومي. انتحر جيرمان بوش وتوفي رينيه بارينتوس في حادث مروحية؛ وتشاع أن كلا الحادثين كانا اغتيالًا مخطَّطًا له. بالإضافة إلى ذلك، تم اغتيال ثمانية رؤساء سابقين بطرق مختلفة بعد تركهم مناصبهم.

#### خط الخلافة
وفقًا للمادة 169 الفقرة الأولى من دستور 2009: "في حالة وجود عائق أو غياب نهائي للرئيس، يتم استبداله أو استبدالها بنائب الرئيس، وفي حالة غياب الأخير، يتم الاستبدال برئيس مجلس الشيوخ، وفي حالة غيابه أو غيابها، يتم الاستبدال برئيس مجلس النواب. في هذه الحالة الأخيرة، يتم دعوة انتخابات جديدة في غضون فترة أقصاها 90 يومًا."
تاريخيًا، كانت هناك فترات متعددة خلال دساتير مختلفة تم فيها إلغاء منصب نائب الرئيس، وفترات أخرى كان المنصب فيها شاغرًا. بين 26 أكتوبر 1839 و15 فبراير 1878، تم إلغاء منصب نائب الرئيس، وكان رئيس مجلس الشيوخ هو الأول في خط الخلافة. خلال هذه الفترة، تولى يوسيبو غيلارتي وتوماس فرياس أميتلير السلطة بصفتهما رئيسًا لمجلس الدولة.

#### الرئيس المؤقت
بدلاً من إكمال فترة الرئيس السابق، كان الرؤساء المؤقتون يتولون المنصب حتى يتم عقد انتخابات جديدة، حتى لو تجاوزت تلك الفترة أو قصرت فترة الرئيس السابق. خوسيه ماريا بيريز دي أوردينينيا، فيليبي سيجوندو غوزمان، كارلوس بلانكو غاليندو، كارلوس كينتانيلا، نيستور غييلين، توماس مونخي، والتر غيفارا، ليديا غويلر تيخادا، إدواردو رودريغيز، وأكثرهم حديثًا جانين آنيز، جميعهم تولوا السلطة كرؤساء مؤقتين بسبب استقالة الرئيس السابق أو إطاحته أو وفاته أو مغادرته المنصب بأي طريقة أخرى، مما استدعى عقد انتخابات جديدة لاختيار خليفة شرعي.
خوسيه ميغيل دي فيلاسكو فرانكو كان في البداية الرئيس بالنيابة في غياب أندريس دي سانتا كروز، لكنه أصبح رئيسًا مؤقتًا بسبب عدم وصول سانتا كروز لتأدية اليمين الدستورية، مما أجبر الكونغرس على انتخاب رئيس جديد.

#### الرئيس بالنيابة
في حالة العجز المؤقت أو الغياب عن البلاد، يتم نقل لقب الرئيس بالنيابة إلى المسؤولين الأدنى وفقًا لترتيب الخلافة الرئاسية. في سبتمبر 2012، أصبحت رئيسة مجلس الشيوخ غابرييلا مونتانيو أول امرأة تتولى هذا المنصب، خلال رئاسة إيفو موراليس. تولى خوسيه ميغيل دي فيلاسكو فرانكو، وماريانو إنريكي كالفو، وبيدرو خوسيه دومينغو دي غيرا منصب الرئيس بالنيابة لفترات طويلة بشكل خاص، تصل إلى عدة أشهر أو، في حالة إنريكي كالفو، عدة سنوات.

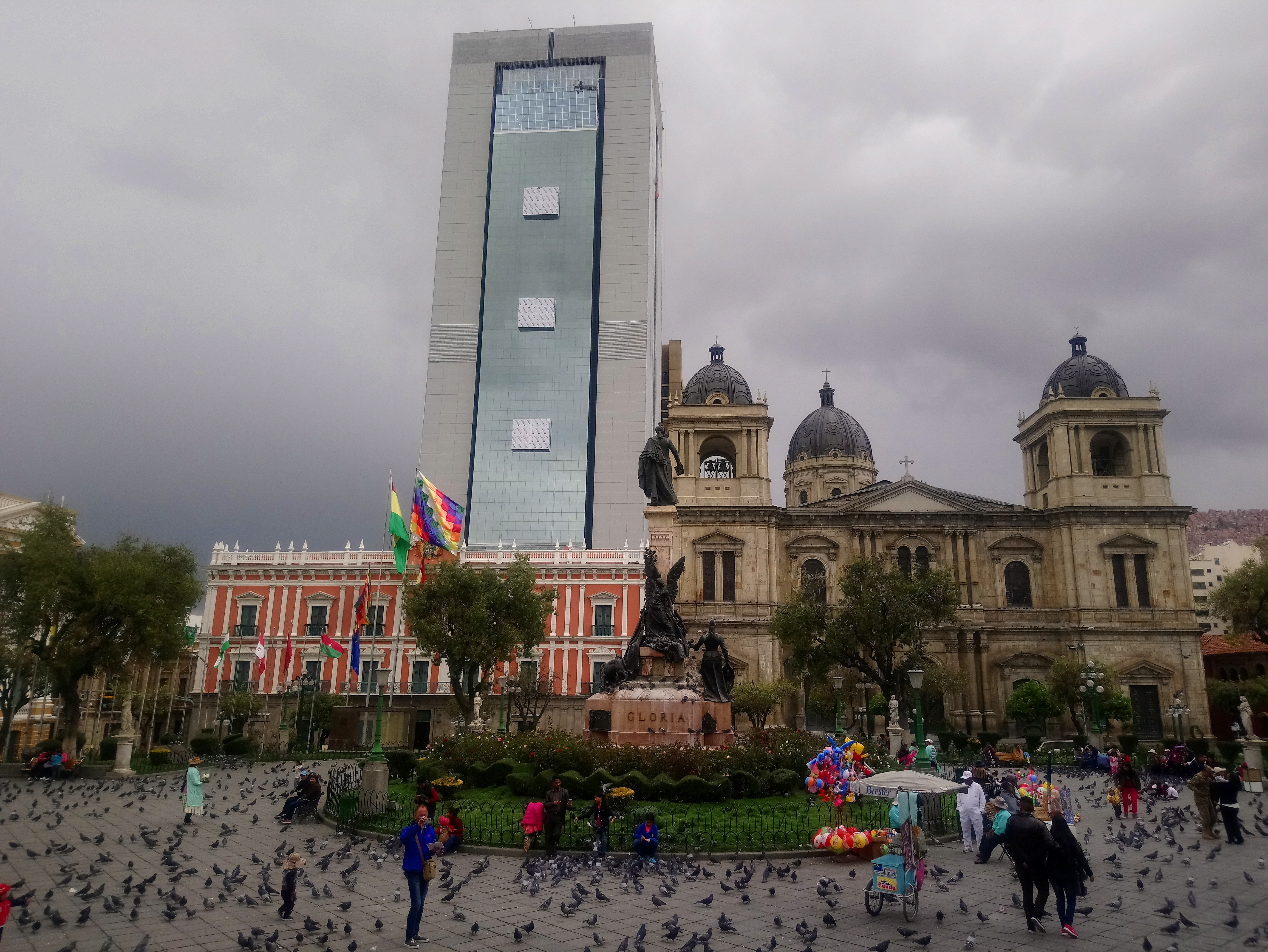
كاسا غراندي ديل بويبلو هو المقر الحالي لرئيس بوليفيا

### المقر الرئاسي
كان بالاسيو كيمادو، الذي يُعرف بالإنجليزية باسم "القصر المحترق"، المقر الرسمي لرئيس بوليفيا من عام 1853 إلى عام 2018 في العاصمة القانونية لاباز. يرجع أصل لقبه إلى حقيقة أنه تم إشعال النار فيه واحتراقه بالكامل تقريبًا عندما فشل المتمردون المعارضون لتوماس فرياس أميتلير في اقتحامه وقرروا بدلاً من ذلك إشعال النار فيه عام 1875. منذ ذلك الحين، تم إعادة بنائه وتجديده عدة مرات، لكن الاسم بقي. في نهاية عام 2018، توقف عن العمل كمقر للمكاتب الحكومية، مع وجود خطط لتحويله إلى متحف. تم استخدامه لفترة وجيزة مرة أخرى من 2019 إلى 2020، لكنه عاد ليكون متحفًا.
في عام 2018، نقل الرئيس إيفو موراليس المقر الرسمي للرئيس إلى كاسا غراندي ديل بويبلو، المعروف بالإنجليزية باسم "البيت الكبير للشعب"، ليحل محل بالاسيو كيمادو كمقر للسلطة التنفيذية لدولة بوليفيا المتعددة القوميات. تم افتتاح المبنى في 9 أغسطس 2018، ويضم المبنى الرئيس بالإضافة إلى العديد من الوزارات الحكومية. في عام 2019، رفضت الرئيسة المؤقتة جانين آنيز استخدام المبنى الجديد وعادت إلى العمل في بالاسيو كيمادو، على الرغم من استمرار عمل الوزارات والمكاتب الحكومية الأخرى في المبنى الجديد. عادت كاسا غراندي لتصبح مقر إقامة الرئيس بعد تنصيب لويس آرسي في 8 نوفمبر 2020.

### السفر

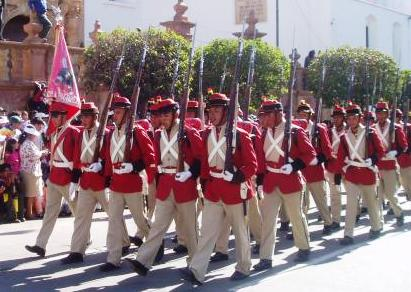
فوج كولورادوس البوليفي بزيهم التقليدي.

يتم نقل رئيس بوليفيا بواسطة مجموعة الطيران الرئاسي البوليفي، حيث يتم استخدام مروحية EC145 للنقل على المستوى المحلي لمسافات قصيرة، بينما يتم استخدام طائرة فالكون 900EX EASY للنقل على المستوى الوطني والدولي. كلا الطائرتين من إنتاج شركة داسو للطيران (فرنسا) وتشكلان جزءًا من طائرات القوات الجوية البوليفية.

### الحماية
تتكون الحماية الرئاسية من فوج المشاة كولورادوس الأول البوليفي، وهي وحدة عسكرية تابعة للجيش البوليفي تتمثل مهمتها الأساسية في حماية أمن وسلامة رئيس بوليفيا جسديًا، بالإضافة إلى حراسة قصر الحكومة وكاسا غراندي، وكذلك الممتلكات الأخرى التابعة للرئاسة.
يتكون الفوج من كتيبتي مشاة، BI-201 وBI-202، مع ثكناتهم الخاصة، وكلاهما يقع في مدينة لاباز. يقع المقر الرئيسي في "كلاما" على الشارع الذي يحمل نفس الاسم، حيث يعمل مقر الوحدة والثكنات الفوجية ومركز التدريب، بينما تقع ثكنات "ميرادور" على تلة كويلي كويلي. تُعتبر منطقة "فيلا بافون" مركزًا للتدريب في مجالات متخصصة مثل الاقتحام، الدعم، حماية الأشخاص، الإسعافات الأولية، وغيرها. كما توجد غرف نوم في كاسا غراندي ديل بويبلو للجنود الذين يقومون بالحراسة الليلية لقصر الحكومة.

## التاريخ السياسي
منذ استقلالها في عام 1825، حكم بوليفيا شخصيات رئيسية في الكفاح من أجل الاستقلال، وقادة حرب المحيط الهادئ، وممثلو الأرستقراطية، والديكتاتوريون العسكريون، والقادة المنتخبون ديمقراطيًا. نظرًا لتعقيدات وصول هؤلاء الأفراد إلى السلطة، يتم تقسيم الرؤساء في بوليفيا إلى مجموعتين. الأولى هي ما يُصنف على أنه "دستوريون"، حيث وصلوا إلى السلطة بشكل قانوني أو شبه قانوني (مثل تحقيق السلطة عبر ثورة أو انقلاب ولكن تمت دستورتهم لاحقًا). أما الباقي فيُعرفون بالرؤساء الفعليين، حيث وصلوا إلى السلطة عسكريًا ولم يتم دستورتهم أبدًا. الفئة الثالثة تشمل الرؤساء المؤقتين، الذين يتم تعيينهم فقط حتى يتم اختيار رئيس جديد. تاريخيًا، كان الرؤساء المؤقتون إما دستوريين أو فعليين اعتمادًا على شرعية وصولهم إلى المنصب.
على مدار تاريخ بوليفيا، كانت هناك ست فترات زمنية في أعوام 1839، 1841، 1848، 1879–1880، وأخيرًا في عام 2019، لم يكن هناك رئيس دولة. تألفت سبع حكومات من ثلاثيات: 1861، 1899، 1920–1921، 1970، 1978، 1981، و1982. لمدة شهر واحد في عام 1928، حكمت حكومة هيرناندو سيلز رييس مجلس الوزراء البلاد، وهي المرة الوحيدة التي لم تكن فيها حكومة مُشكَّلة برئاسة شخص واحد. في عام 1965، واجه الرئيس رينيه بارينتوس استياءً من أنصار ألفريدو أوفاندو كانديا، فأنشأ نظام الرئاسة المشتركة بينه وبين أوفاندو في 26 مايو 1965. وهذا هو المثال الوحيد في تاريخ بوليفيا لحكم رئيسين في نفس الوقت، واستمر هذا الوضع حتى 2 يناير 1966 عندما استقال بارينتوس للترشح في الانتخابات العامة القادمة 1966.
في عام 1983، أجرت صحيفة "لتيما هورا" استطلاعًا لتحديد أي الرؤساء التاريخيين السبعة يُعتبرون الأكثر أهمية. وكان "الفائزون" هم أنطونيو خوسيه دي سوكري، وأندريس دي سانتا كروز، مانويل إيسيدورو بيلزو، ماريانو ميلغاريخو، أنيسيتو أرسي، إسماعيل مونتيس، وفيكتور باز إستنسورو.

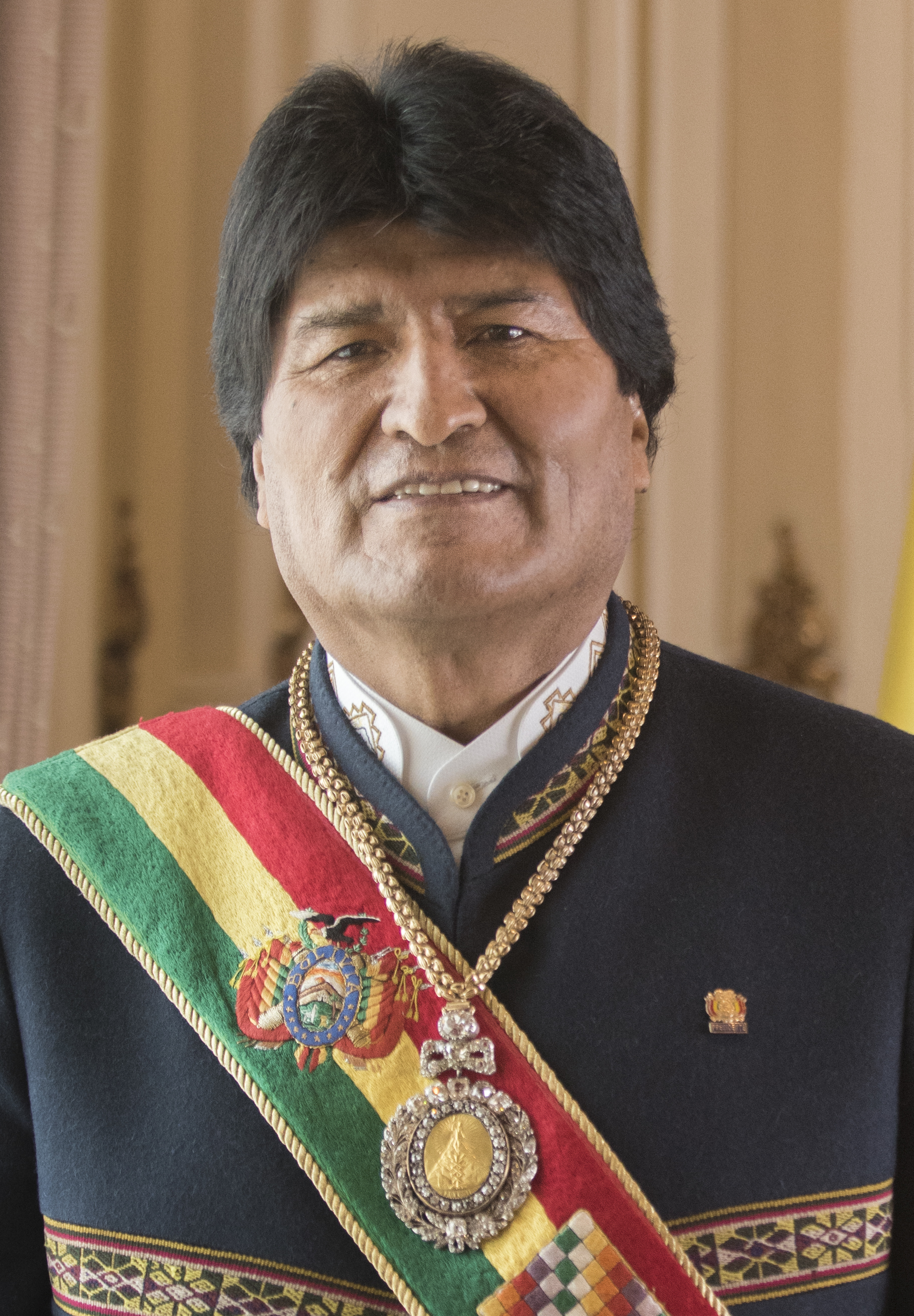
إيفو موراليس، أول رئيس من السكان الأصليين في بوليفيا.

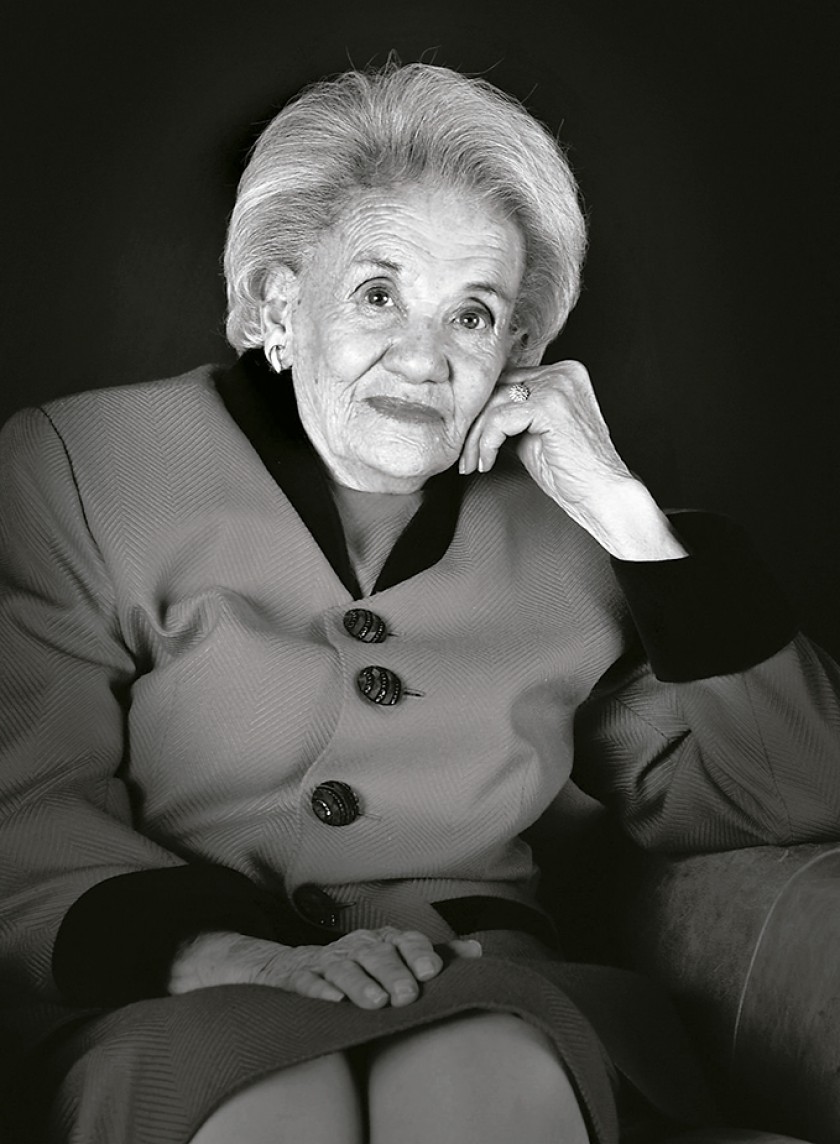
ليديا غويلر تيخادا كانت أول رئيسة لبوليفيا.

قام سوكري بالإشراف على التطورات المبكرة للبلاد من خلال إصدار الدستور السياسي لعام 1826. بينما أشرف أندريس دي سانتا كروز على توحيد بوليفيا مع بيرو لتشكيل اتحاد بيرو-بوليفيا في عام 1836. شهدت فترة ولايته كـالحامي الأعلى لـاتحاد بيرو-بوليفيا ذروة القوة السياسية لبوليفيا في القارة الجنوب أمريكية، على الرغم من أن الاتحاد انتهى بالفشل وانفصال الدولتين. كان مانويل إيسيدورو بيلزو من بين أكثر الرؤساء البوليفيين شعبوية، حيث حاول تحديث البلاد من خلال توزيع الثروة. شهدت ديكتاتورية ماريانو ميلغاريخو قمعًا وحشيًا للمعارضة والسكان الأصليين في بوليفيا. بعد حرب المحيط الهادئ، أصبح أنيسيتو أرسي وإسماعيل مونتيس قادة مؤثرين في عصرَي المحافظين والليبراليين على التوالي. قاد فيكتور باز إستنسورو ثورة 1952 الوطنية وأسس الحركة القومية الثورية (MNR)، التي أثرت بشكل كبير على السياسة البوليفية في النصف الثاني من القرن العشرين.

### الرؤساء من السكان الأصليين
يُوصف إيفو موراليس بأنه أول رئيس من السكان الأصليين في بوليفيا في الدراسات الأكاديمية التي تناولت فترة رئاسته، مثل تلك التي أجرتها مونيوز-بوغوسيان، ويبر، فيليب وبانيزا، وفارثينغ وكول، بالإضافة إلى التقارير الإعلامية مثل تلك الصادرة عن بي بي سي نيوز. ومع ذلك، واجه هذا الادعاء تحديات من قبل النقاد الذين زعموا أن موراليس يحتمل أن يكون لديه أصول أوروبية، وبالتالي فإنه من الناحية الجينية يُعتبر تقنيًا مستيزو وليس من السكان الأصليين بالكامل. علاوة على ذلك، كان الرئيس السابق إنريكي بيناراندا من أصل أصلي بشكل كبير، بينما كان أندريس دي سانتا كروز من أصول أيمارا وإنكية. أشار هارتن إلى أن هذا الجدل كان "مضللاً وخاطئًا [...] والأهم من ذلك غير ذي صلة"، لأنه بغض النظر عن تركيبه الجيني، فإن غالبية البوليفيين ينظرون إلى موراليس على أنه أول رئيس من السكان الأصليين. في المجتمع البوليفي، تُعتبر الهوية الأصلية مفهومًا مرنًا يعتمد على الهوية الثقافية؛ على سبيل المثال، العديد من الأفراد الأصليين الذين استقروا في المناطق الحضرية وتخلوا عن عاداتهم الريفية التقليدية أصبحوا يعرّفون أنفسهم كمستيزو.

### الرؤساء النساء
شغلَت منصب الرئيس في البلاد امرأتان. أصبحت ليديا غويلر تيخادا أول رئيسة لبوليفيا (والثانية في تاريخ الأمريكتين) في 16 نوفمبر 1979 بعد انقلاب قصير قام به ألبرتو ناتوش. كانت جانين آنيز الثانية وآخر رئيسة من 12 نوفمبر 2019 إلى 8 نوفمبر 2020. وصلت كلتا المرأتين إلى السلطة بطرق متشابهة، حيث تولتا المنصب بشكل مؤقت كعضوين في الكونغرس. ومع ذلك، حتى الآن، لم يتم انتخاب أي امرأة كرئيسة عبر التصويت الشعبي في تاريخ بوليفيا.

## الانتخابات
| الحزب   | الحزب | المرشح |
| ------- | ----- | ------ |
| المجموع |       |        |

## روابط خارجية
- معرض رؤساء بوليفيا